# Schermen op de Olympische Zomerspelen 1952
Schermen is een van de sporten die beoefend werden tijdens de Olympische Zomerspelen 1952 in Helsinki.

## Heren

### floret individueel
| rang   | sporter(s)          | land | punten |
| ------ | ------------------- | ---- | ------ |
| Goud   | Christian d'Oriola  | FRA  | 8      |
| Zilver | Edoardo Mangiarotti | ITA  | 6      |
| Brons  | Manlio Di Rosa      | ITA  | 5      |
| 4      | Jacques Lataste     | FRA  | 4      |
| 5      | Jéhan de Buhan      | FRA  | 4      |
| 6      | Mahmoud Younes      | EGY  | 4      |
| 7      | Salah Dessouki      | EGY  | 2      |
| 8      | Giancarlo Bergamini | ITA  | 2      |

### floret team
| rang   | sporter(s)                                                                                            | land |
| ------ | --- | ---- |
| Goud   | Jéhan de Buhan Christian d'Oriola Jacques Noël Adrien Rommel Claude Netter Jacques Lataste            | FRA  |
| Zilver | Giancarlo Bergamini Antonio Spallino Manlio Di Rosa Edoardo Mangiarotti Renzo Nostini Giorgio Pellini | ITA  |
| Brons  | Endre Tilli Aladár Gerevich Endre Palócz Lajos Maszlay Tibor Berczelly József Sákovics                | HUN  |
| 4      | Mahmoud Younes Salah Dessouki Mohamed Ali Riad Osman Abdel Hafiz Mohamed Zulficar Hassan Tewfik       | EGY  |
| 5      | Pierre van Houdt André Verhalle Alex Bourgeois Paul Valcke Gustave Balister Edouard Yves              | BEL  |
| 5      | Félix Galimi Fulvio Galimi José Rodríguez Eduardo Sastre Santiago José Massini                        | ARG  |

### degen individueel
| rang   | sporter(s)            | land | punten |
| ------ | --------------------- | ---- | ------ |
| Goud   | Edoardo Mangiarotti   | ITA  | 7      |
| Zilver | Dario Mangiarotti     | ITA  | 6      |
| Brons  | Oswald Zappelli       | SUI  | 6      |
| 4      | Léon Buck             | LUX  | 6      |
| 5      | József Sákovics       | HUN  | 5      |
| 6      | Carlo Pavesi          | ITA  | 4      |
| 7      | Per Hjalmar Carlesson | SWE  | 3      |
| 8      | Carl Forssell         | SWE  | 3      |

### degen team
| rang   | sporter(s)                                                                                                | land |
| ------ | --- | ---- |
| Goud   | Edoardo Mangiarotti Dario Mangiarotti Carlo Pavesi Giuseppe Delfino Franco Bertinetti Roberto Battaglia   | ITA  |
| Zilver | Lennart Magnusson Carl Forssell Berndt-Otto Rehbinder Per Hjalmar Carlesson Sven Fahlman Bengt Ljungquist | SWE  |
| Brons  | Willy Fitting Otto Rüfenacht Mario Valota Oswald Zappelli Paul Barth Paul Meister                         | SUI  |
| 4      | Fernand Leischen Paul Anen Emile Gretsch Léon Buck                                                        | LUX  |
| 5      | Raimondo Carnera Erik Swane Lund René Dybkaer Mogens Lüchow Jacob Lyng Ib Benjamin Nielsen                | DEN  |
| 5      | Lajos Balthazár Barnabás Berzsenyi Béla Rerrich József Sákovics Imre Hennyey                              | HUN  |

### sabel individueel
| rang   | sporter(s)      | land | punten |
| ------ | --------------- | ---- | ------ |
| Goud   | Pál Kovács      | HUN  | 8      |
| Zilver | Aladár Gerevich | HUN  | 7      |
| Brons  | Tibor Berczelly | HUN  | 5      |
| 4      | Gastone Darè    | ITA  | 5      |
| 5      | Werner Plattner | AUT  | 4      |
| 6      | Jacques Lefèvre | FRA  | 3      |
| 7      | Vincenzo Pinton | ITA  | 2      |
| 8      | Heinz Lechner   | AUT  | 2      |

### sabel team
| rang   | sporter(s)                                                                                                | land |
| ------ | --- | ---- |
| Goud   | Aladár Gerevich Rudolf Kárpáti Pál Kovács Tibor Berczelly László Rajcsányi Bertalan Papp                  | HUN  |
| Zilver | Gastone Darè Roberto Ferrari Vincenzo Pinton Mauro Racca Renzo Nostini Giorgio Pellini                    | ITA  |
| Brons  | Jean Laroyenne Jacques Lefèvre Jean Levavasseur Bernard Morel Maurice Piot Jean-François Tournon          | FRA  |
| 4      | Tibor Nyilas Miguel de Capriles Norman Armitage George Worth Alex Treves Allan Kwartler                   | USA  |
| 5      | Heinz Lecher Heinz Putzl Werner Plattner Hubert Loisel Paul Kerb                                          | AUT  |
| 5      | Roger Tredgold Olgierd Porebski Robert Anderson William Beatly Ulrich Wendon John Emrys Lloyd             | GBR  |
| 5      | Gustave Balister Marcel van der Auwera Robert Bayot François Heyvaert Georges de Bourguignon Edouard Yves | BEL  |
| 5      | Wojciech Zabłocki Jerzy Pawłowski Leszek Suski Jerzy Twardokens Zygmunt Pawlas                            | POL  |

## Dames

### floret individueel
| rang   | sporter(s)               | land | punten |
| ------ | ------------------------ | ---- | ------ |
| Goud   | Irene Camber             | ITA  | 5      |
| Zilver | Ilona Elek               | HUN  | 5      |
| Brons  | Karen Lachmann           | DEN  | 4      |
| 4      | Janice-Lee York          | USA  | 4      |
| 5      | Maxine Mitchell          | USA  | 4      |
| 6      | Renée Garilhe            | FRA  | 4      |
| 7      | Lylian Lecomte-Guyonneau | FRA  | 1      |
| 8      | Magdolna Nyári           | HUN  | 1      |

## Medaillespiegel
| rang   | land        | goud | zilver | brons | totaal |
| ------ | ----------- | ---- | ------ | ----- | ------ |
| 1      | Italië      | 3    | 4      | 1     | 8      |
| 2      | Hongarije   | 2    | 2      | 2     | 6      |
| 3      | Frankrijk   | 2    | 0      | 1     | 3      |
| 4      | Zweden      | 0    | 1      | 0     | 1      |
| 5      | Zwitserland | 0    | 0      | 2     | 2      |
| 6      | Denemarken  | 0    | 0      | 1     | 1      |
| totaal | totaal      | 7    | 7      | 7     | 21     |